# Let Her Down Easy
Let Her Down Easy is een nummer van de Amerikaanse zanger Terence Trent D'Arby uit 1993. Het is de vierde en laatste single van zijn derde studioalbum Symphony or Damn.
"Let Her Down Easy" is een ingetogen ballad een jongen die het meisje op wie hij verliefd is, los moet laten. Het nummer flopte in Amerika, maar werd wel een hit in het Verenigd Koninkrijk, waar het de 18e positie bereikte. Ook in het Nederlandse taalgebied bereikte de plaat geen hitlijsten.

## Tracklijst
- Cd-single

1. "Let Her Down Easy" – 4:13
2. "Turn the Page" – 5:58

- 12"

1. "Let Her Down Easy"
2. "Turn the Page" (Club Mix)
3. "Turn the Page" (Dub Mix)
4. "Do You Love Me Like You Say?" (Original Rude Boy Mix)

## George Michael
De Britse zanger George Michael speelde "Let Her Down Easy" tijdens zijn Symphonica Tour in 2011 en 2012. In 2014 verscheen het nummer ook op Michaels livealbum Symphonica, waarvan het ook de eerste single werd. Michaels uitvoering bereikte de 53e positie in het Verenigd Koninkrijk. In Nederland deed de cover, net als het origineel, niets in de hitlijsten, terwijl het in Vlaanderen de 25e positie in de Tipparade bereikte.